# Scaphyglottis acostaei
Scaphyglottis acostaei é uma espécie de orquídea epífita, família Orchidaceae, que habita a Costa Rica e Panamá.